# NGC 2870
NGC 2870 ist eine Balken-Spiralgalaxie vom Hubble-Typ SBbc im Sternbild Großer Bär am Nordsternhimmel. Sie ist schätzungsweise 146 Millionen Lichtjahre von der Milchstraße entfernt.
Das Objekt wurde am 19. März 1790 von William Herschel entdeckt.